# دولبة

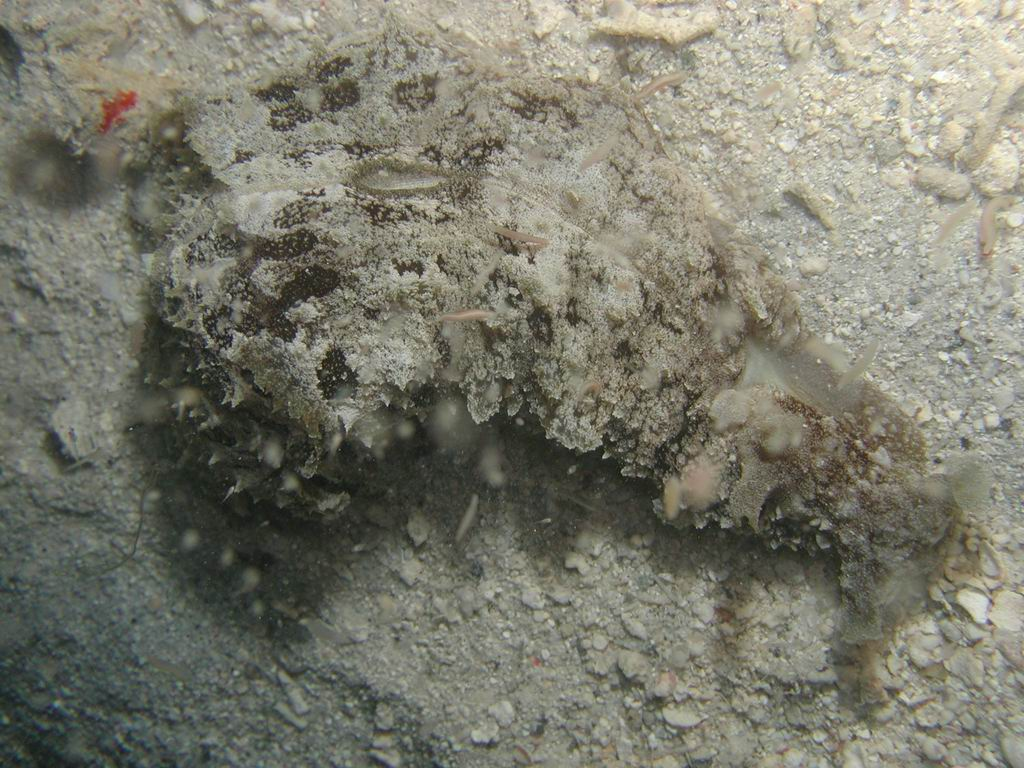
Dolabella auricularia

دَوْلَبَة هو جنس من الرخويات البحرية في فصيلة أرانب البحر. أنواعها المعروفة قليلة العدد منتشرة في بحار البلاد الحارة أخصها المحيط الهندي. أصدافها كلسية المادة صغيرة داخلية منعقفة المؤخر يكثر فيها اللون الأخضر.